# Chó cảnh Tây Tạng
Chó cảnh Tây Tạng hay chó tai cụp Tây Tạng (Tibetan Spaniel) là một giống chó cảnh có nguồn gốc từ Tây Tạng. Đây là giống chó có bộ lông dài dễ thương và được ưa chuộc ở Tây Tạng cũng như nhiều nơi trên thế giới.

## Tổng quan
Là loài chó có nguồn gốc từ Tây Tạng. Nó được tin là hậu duệ của loài chó Bắc Kinh, chó Pug, và chó Nhật (Japanese Chin). Chúng được ưa chuộng vào thời cổ của Tây Tạng, chúng được gửi tặng như những món quà tới những gia đình hoàng gia và những con chó được phân bố rộng khắp châu Á. Những mô tả minh họa về giống chó này được tìm thấy khá sớm ở những bức tranh nghệ thuật Phương Đông có niên đại từ khoảng 1100 năm trước Công nguyên. Những con chó này làm việc quay những bánh xe cầu nguyện của chủ nhân và cũng là những con chó trông coi những tu viện Tây Tạng. Chúng ngồi trên những bức tường cao và sủa bất cứ thứ gì mà chúng tin là không quen thuộc. Loài này lần đầu tiên được đưa vào Anh vào cuối những năm 1800. Chúng được công nhận bởi AKC vào năm 1983.

## Đặc điểm
Tibetan Spaniel thường bị nhầm lẫn với giống chó Bắc Kinh, sự khác biệt là chó Spaniel Tây Tạng có bộ lông ít rậm hơn, mặt hơi dài hơn và không có những nếp da thừa xung quanh mắt. Cơ thể có phần nhỉnh hơn so với chiều cao. Chúng cao tầm 51 cm, nặng từ 4,1-6,8 kg. Đầu thủ hơi có hình vòm, nhỏ hơn so với thân thể. Mõm có chiều dài vừa phải mà không có nếp cuộn nào nhưng hơi gãy. Mũi đen. Mắt nâu tối ở cách xa nhau, hình ô van cỡ vừa. Hàm răng khít như kéo cắt hoặc hàm dưới hơi trề ra. Chân trước hơi tròn và bàn chân như chân thỏ. Móng đeo nên được gỡ bỏ. Đuôi rậm lông vểnh cao và cuộn qua lưng.
Bộ lông kép mượt như tơ ngắn, lông trên khuôn mặt, chân trước và suốt dọc cơ thể mượt óng. Cổ được che phủ bởi bờm lông mà nổi bật đối với những con đực. Có lông giữa các ngón chân. Bộ lông có thể gồm các màu đa màu, khoang, bao gồm nâu vàng, đỏ, vàng, kem, trắng đen và nâu đen, thường có những mảng trắng ở chân. Nó rụng lông vừa phải quanh năm, nhưng chỉ rụng nhiều một lần trong năm. Tuổi thọ chúng khoảng 12-15 năm. Lứa cún trung bình 3-6 cún. Không giống như hầu hết các loài chó khác, Tibetan Spaniel thường có xu hướng sinh sản một lần trong năm. Chúng dễ mắc vấn đề về hô hấp và tim mạch. Chúng có thể chạy khá nhanh.

## Tập tính
Tibetan Spaniel rất vui nhộn, hạnh phúc, duyên dáng, thông minh và đáng tin cậy. Loài này làm bạn đồng hành tốt, rất độc lập và trông nhà tốt. Chúng không kêu ăng ẳng mà sủa khi có người lạ hoặc những tiếng động khác lạ. Loài này hòa thuận với những con chó và vật nuôi khác. Tibetan Spaniel có thể hơi khó dạy. Nếu bạn cho phép con chó này thoải mái tự do, nó có thể trở nên có tính bảo vệ, có thể không đáng tin cậy với trẻ nhỏ và dè chừng người lạ.
Chúng có thể trở nên ương bướng và nhiều con hung dữ. Đây không phải là những tính cách của Tibetan Spaniel, nhưng điều đó được biết như là Hội chứng chó nhỏ, một hành vi do con người gây ra khi con chó nghĩ nó là chủ trong nhà. Ngay khi con người thể hiện đúng phương pháp dẫn dắt, những vấn đề về hành vi như vậy sẽ không còn. Tibetan Spaniel phù hợp với cuộc sống căn hộ. Nó tương đối là thụ động trong nhà và sẽ thoải mái mà không cần sân. Tibetan Spaniel yêu cầu vận động đầy đủ, mà bao gồm những chuyến đi dạo hàng ngày. Chúng cũng sẽ thích thú chạy nhảy trong sân.